# Pikrynian sodu
Pikrynian sodu – organiczny związek chemiczny, sól sodowa kwasu pikrynowego. Zapalony, nawet w niedużych ilościach, ma tendencję do rozkładu wybuchowego; wybucha od uderzenia. W roztworze o odczynie alkalicznym po ogrzaniu przechodzi w pikraminian sodu.

## Zastosowanie
Jako materiał wybuchowy, składnik mieszanin pirotechnicznych, paliwo rakietowe.